# Christian Pire
Christian Pire   (Tunis, 1 de setembre de 1930 - 7è districte de París, 13 de juny de 2000) fou un saltador francès que va competir durant la dècada de 1950.
El 1956 va prendre part en els Jocs Olímpics d'Estiu de Melbourne, on fou catorzè en la prova del trampolí de 3 metres del programa de salts. Quatre anys més tard, als Jocs de Roma, fou divuitè en la mateixa prova.
En el seu palmarès destaca una medalla de bronze en el salt de trampolí de 3 metres al Campionat d'Europa de natació de 1954 i onze campionats nacionals.